# Jeffrey Epstein
Jeffrey Edward Epstein (/ˈɛpstiːn/ ⓘ EP-steen; (Brooklyn, 1953. január 20. –‎ Metropolitan Correctional Center, New York City, 2019. augusztus 10.)) amerikai pénzügyi szakember és elítélt szexuális bűnelkövető volt. New Yorkban született és nőtt fel, és bár nem rendelkezett egyetemi diplomával, a Dalton School tanáraként kezdte szakmai pályafutását. Miután 1976-ban elbocsátották az iskolából, a banki és pénzügyi szektorban helyezkedett el, és különböző pozíciókban dolgozott a Bear Stearnsnél, mielőtt saját céget alapított. Epstein elit társadalmi köröket ápolt, és számos nőt és gyermeket szerzett, akiket ő és társai szexuálisan bántalmaztak.
2005-ben a floridai Palm Beach-i rendőrség nyomozást indított Epstein ellen, miután egy szülő bejelentette, hogy Epstein szexuálisan bántalmazta 14 éves lányát. A szövetségi hatóságok 36 lányt azonosítottak, akik közül néhány csak 14 éves volt, és akiket Epstein állítólag szexuálisan bántalmazott. Epstein bűnösnek vallotta magát, és 2008-ban a floridai állami bíróság gyermekprostitúcióra való rábeszélés és prostitúcióra való felbujtás miatt elítélte. Csak ezekért a két bűncselekményért ítélték el egy ellentmondásos vádalkuban, és csaknem 13 hónapot töltött őrizetben, de kiterjedt munkavégzési engedéllyel.
Epsteint 2019. július 6-án újra letartóztatták, szövetségi vádakkal kiskorúak szexuális kereskedelméért Floridában és New Yorkban. 2019. augusztus 10-én meghalt a börtöncellájában. Az orvosszakértő megállapította, hogy halála öngyilkosság volt, akasztással. Epstein ügyvédei vitatták a döntést, és a közvéleményben jelentős szkepticizmus alakult ki halálának valódi okát illetően, ami számos összeesküvés-elméletet eredményezett. 2025-ben a Szövetségi Nyomozóiroda közzétette a CCTV felvételeit, amelyek alátámasztják azt a következtetést, hogy Epstein öngyilkosságot követett el börtöncellájában. Azonban amikor az Igazságügyi Minisztérium közzétette a felvételt, annak körülbelül 2 perc 53 másodperce hiányzott, és kiderült, hogy a videót módosították, annak ellenére, hogy az FBI azt állította, hogy nyers felvételről van szó.
Mivel Epstein halála kizárta a büntetőeljárás indításának lehetőségét ellene, a bíró 2019. augusztus 29-én minden büntetőeljárást megszüntetett. Epstein évtizedekig kapcsolatban állt a brit társasági hölgy Ghislaine Maxwell-lel, aki fiatal lányokat toborzott neki, ami 2021-ben az Egyesült Államok szövetségi bíróságának ítéletéhez vezetett, amely szexuális emberkereskedelem és összeesküvés vádjával elítélte őt, mert segített Epsteinnek lányokat, köztük egy 14 éveset, gyermekek szexuális bántalmazása és prostitúció céljából szerezni.

## Gyermekkora

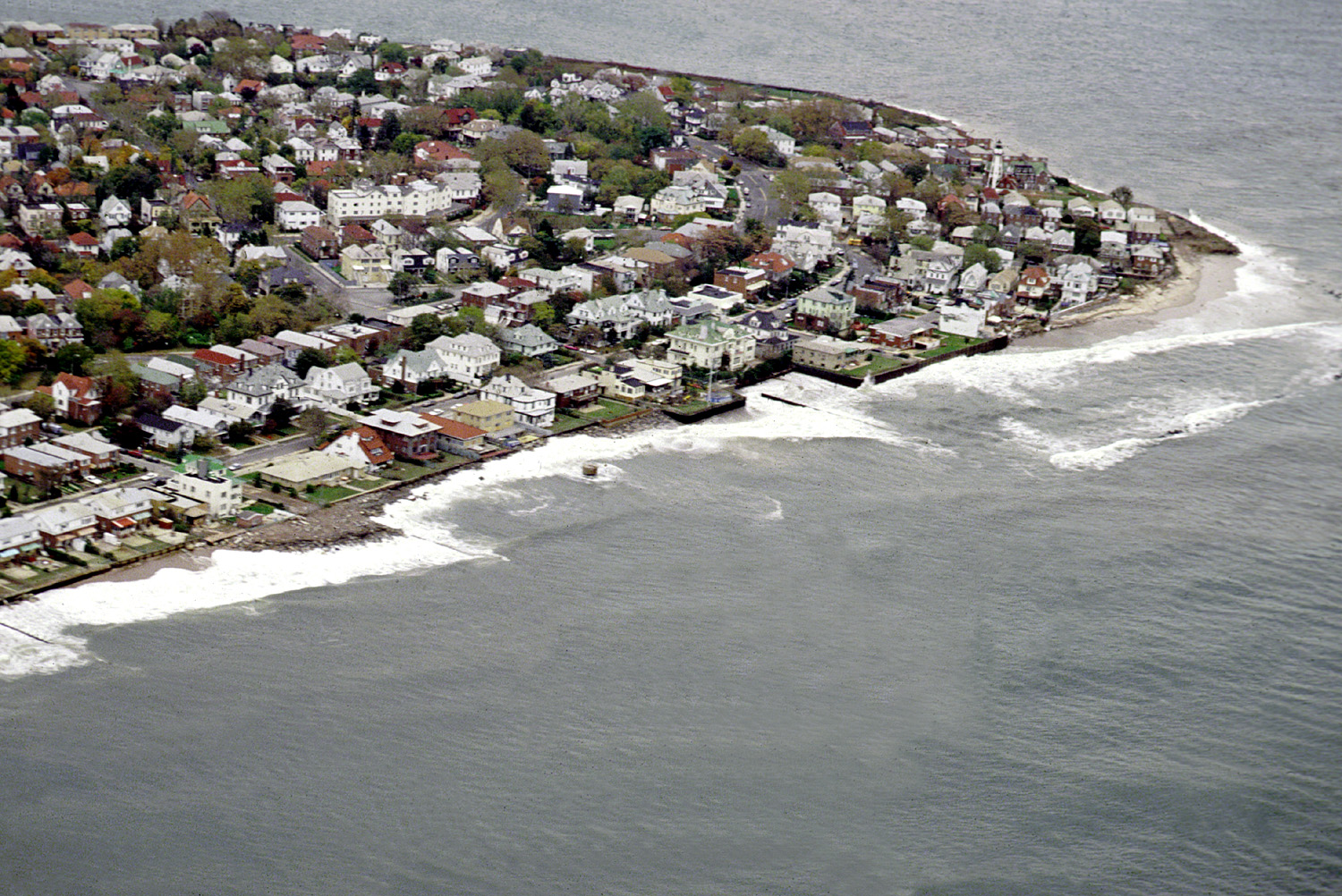
Epstein gyermekkori lakóhelye, Sea Gate, Brooklyn

Jeffrey Edward Epstein 1953. január 20-án született New York City Brooklyn kerületében. Szülei, Pauline „Paula” Stolofsky (1918–2004) és Seymour George Epstein (1916–1991) zsidók voltak, és 1952-ben, röviddel a fiú születése előtt házasodtak össze. Pauline iskolai asszisztensként dolgozott és háztartásbeli volt. „Paula csodálatos anya és háztartásbeli volt, annak ellenére, hogy teljes munkaidőben dolgozott” – állítja Epstein egyik gyermekkori barátja. Seymour a New York-i Városi Park- és Szabadidőügyi Osztálynál dolgozott kertészként és gondnokként. Jeffrey volt a két testvér közül az idősebb; ő és testvére, Mark a brooklyni Coney Islanden található Sea Gate nevű, zárt lakóparkban nőttek fel, amely egy munkásnegyed volt. Epstein szülei „Bear”-nek hívták, míg Markot „Puggie”-nak. A szomszédok az Epstein családot „nagyon kedves, a legkedvesebb embereknek” írták le..
Epstein helyi állami iskolákba járt, először a Public School 188-ba, majd a közeli Mark Twain Junior High Schoolba, és általában osztálytársainak magántanításával kereste a pénzt. Ismerősei „kedvesnek és nagylelkűnek”, bár „csendesnek és strébernek” tartották, és „Eppy” becenevet adták neki. „Ő csak egy átlagos fiú volt, nagyon jó matematikából, kissé túlsúlyos, szeplős, mindig mosolygós” – mondta később egy női barátja.
1967-ben Epstein részt vett a Nemzeti Zenei Táborban az Interlochen Művészeti Központban. Öt éves korában kezdett el zongorázni, és barátai tehetséges zenésznek tartották. 1969-ben, 16 évesen végzett a Lafayette Középiskolában, miután két osztályt ugrott. Ugyanebben az évben a Cooper Unionban vett részt haladó matematikaórákon, majd 1971-ben egyetemet váltott. 1971 szeptemberétől a New York-i Egyetem Courant Institute of Mathematical Sciences intézetében matematikai fiziológiát tanult, de 1974 júniusában diplomát nem szerzett.

## Karrier

### Tanítás
21 évesen, 1974 szeptemberében Epstein a Manhattan Upper East Side-on található Dalton Schoolban kezdett el dolgozni fizika- és matematikatanárként tinédzsereknek.. Donald Barr, aki 1974 júniusáig volt az iskola igazgatója, akkoriban több nem szokványos felvételi döntéséről volt ismert, bár nem világos, hogy közvetlenül részt vett-e Epstein felvételében. Barr távozása után három hónappal Epstein képesítései hiányában is elkezdett tanítani az iskolában.
Epstein állítólag nem megfelelő magatartást tanúsított a kiskorú női diákok iránt, állandó figyelmet szentelt nekik, és egy volt diák szerint még egy olyan partin is megjelent, ahol fiatalok ittak. Más volt diákok is gyakran látták, hogy flörtöl a női diákokkal. Végül Epstein megismerkedett Alan Greenberggel, a Bear Stearns vezérigazgatójával, akinek a fia és lánya is az iskolába járt. Greenberg lánya, Lynne Koeppel, egy szülői értekezletre hívta fel a figyelmet, ahol Epstein rábeszélte egy másik daltoni szülőt, hogy ajánlja őt Greenbergnek. 1976 júniusában, miután Epsteint „gyenge teljesítménye” miatt elbocsátották a Daltonból, Greenberg állást ajánlott neki a Bear Stearnsnél.

## Halála
Jeffrey Epstein halálának oka máig ismeretlen. A Metropolitan börtönben, aznap éjjel, amikor Epstein meghalt, az őrök aludtak és a kamerák ki voltak kapcsolva. A nyelvcsontja 3 helyen is eltört. Ez szokatlan, mivel abban az esetben is maximum két csontja tört volna, ha saját magát fojtogatja. Bár a hivatalos közlemény szerint Epstein öngyilkosságot követett el, nem kizárható, hogy erőszakos gyilkosság áldozatává vált.

### Vizsgálatok
Barr főügyész a Szövetségi Nyomozóiroda által folytatott nyomozás mellett a Igazságügyi Minisztérium főfelügyelőjének is nyomozást rendelt el, mondván, hogy „megdöbbentette” Epstein halála a szövetségi őrizetben. Két nappal később Barr kijelentette, hogy „súlyos szabálytalanságok” történtek a börtönben Epstein kezelése során, és megígérte: „A végére járunk annak, hogy mi történt, és felelősségre vonjuk a felelősöket.” 2019. augusztus 14-én Richard M. Berman, a manhattani szövetségi bíróság bírája, aki Epstein büntetőügyét felügyelte, levelet írt a Metropolitan Correctional Center igazgatójának, Lamine N'Diaye-nek, amelyben azt kérdezte, hogy a milliomos nyilvánvaló öngyilkosságának kivizsgálása magában foglalja-e a korábbi (július 23-i) sérüléseinek kivizsgálását is. Berman bíró azt írta, hogy tudomása szerint soha nem derült ki véglegesen, hogy mi a következtetésük az esetről.
A C-33 Börtönhelyi Tanács országos elnöke, E. O. Young kijelentette, hogy a börtönök „soha nem tudják megakadályozni azokat, akik elszántan öngyilkosok akarnak lenni”. 2010 és 2016 között körülbelül 124 fogvatartott végzett magával szövetségi őrizetben, vagyis évente körülbelül 20 fogvatartott a 180 000 fős fogvatartotti populációból. A legutóbbi jelentett fogvatartotti öngyilkosság a manhattani MCC létesítményben 1998-ban történt. A szakszervezeti vezető, Young szerint nem világos, hogy van-e videofelvétel Epstein felakasztásáról, vagy közvetlen megfigyelés a börtön tisztviselői részéről. Elmondta, hogy bár a kamerák mindenütt jelen vannak a létesítményben, nem hiszi, hogy a fogvatartottak celláinak belseje a kamerák hatótávolságán belül lenne. Young szerint a szakszervezeti vezetők már régóta aggodalmukat fejezték ki a személyzeti létszámmal kapcsolatban, mivel a Trump-kormány befagyasztotta a felvételt és költségvetési megszorításokat vezetett be a Szövetségi Börtönügyi Hivatalnál (BOP), hozzátéve: „Mindezt a kormány okozta.”
Serene Gregg, az Amerikai Kormányzati Alkalmazottak Szövetségének 3148-as helyi szervezetének elnöke elmondta, hogy az MCC a szükséges büntetés-végrehajtási tisztviselők kevesebb mint 70 százalékával működik, ami sokakat kényszerít kötelező túlórára és 60-70 órás munkahétre. Egy korábbi kongresszusi meghallgatáson Barr főügyész elismerte, hogy a BOP-nak körülbelül 4000-5000 alkalmazottal „hiányos” a létszáma. Feloldotta a befagyasztást, és azon dolgozott, hogy elegendő új tisztet toborozzon a távozottakat pótolni.
Epstein ügyvédei arra kérték Berman bírót, hogy vizsgálja ki ügyfelük halálát, azzal az indokkal, hogy bizonyítékot tudnak szolgáltatni arra, hogy a halálát okozó esemény „sokkal inkább támadásra utal”, mint öngyilkosságra. Egy héttel azután, hogy aláírta végrendeletét, jelentették, hogy legalább egy kamera Epstein cellája előtti folyosón használhatatlan felvételeket készített, bár más használható felvételek is készültek a területen. Két, Epstein cellája előtt meghibásodott kamerát az FBI bűnügyi laboratóriumába küldtek vizsgálatra. A szövetségi ügyészek 20 börtönőrt idéztek be Epstein halálának okával kapcsolatban.
2019. november 19-én a New York-i szövetségi ügyészek hamis nyilvántartás készítésével és összeesküvéssel vádolták meg a Metropolitan Correctional Center őreit, Michael Thomast és Tova Noelt, miután az ügyészek által beszerzett videofelvételekből kiderült, hogy Epstein a szabályzatot megszegve nyolc órán át ellenőrizetlenül maradt a cellájában, mielőtt holtan találták. 2021. május 22-én a két őr beismerte, hogy hamisítottak dokumentumokat, de a szövetségi ügyészekkel kötött megállapodás értelmében nem kerültek börtönbe. A halasztott vádemelési megállapodás részeként május 25-én mindkét tiszt beismerte, hogy hamisított dokumentumokat és összeesküvésben vett részt az Egyesült Államok megkárosítása céljából. Hat hónapos felügyeleti szabadlábra helyezésre ítélték őket, és 100 óra közmunkát kellett végezniük. 2023. december 19-én Loretta Preska new yorki bíró elrendelte, hogy 2024. január 1-jén tegyék közzé az Epstein több mint 170 társának nevét tartalmazó listát. A listán szereplő személyeknek január 1-jéig kellett fellebbezniük, hogy nevüket töröljék a listáról.
2025 februárjában Pam Bondi, a Trump-kormány igazságügyi minisztere kijelentette, hogy Jeffrey Epstein ügyfél listája „az asztalán fekszik” áttekintésre, júniusban pedig Elon Musk azt állította, hogy maga Donald Trump elnök is szerepel az Epstein-aktákban. Júliusban azonban a DOJ és az FBI bejelentette, hogy nincs ügyféllista, nincs bizonyíték arra, hogy Epstein bárkit is zsarolt volna, hogy Epstein öngyilkos lett, és közzétettek egy felvételt, amelyen Epstein cellájának külseje látható, zavartalanul – bár ezt a felvételt nem lehetett függetlenül ellenőrizni. Nem sokkal később kiderült, hogy egy perc hiányzik a felvételből, ahol az óra 11:58:58-ról 12:00:00-ra ugrik. A Wired magazin nyomozása megállapította, hogy a videót módosították, annak ellenére, hogy az FBI azt állította, hogy nyers felvételről van szó, és hogy közel három percet kivágtak a videóból.

## A populáris kultúrában

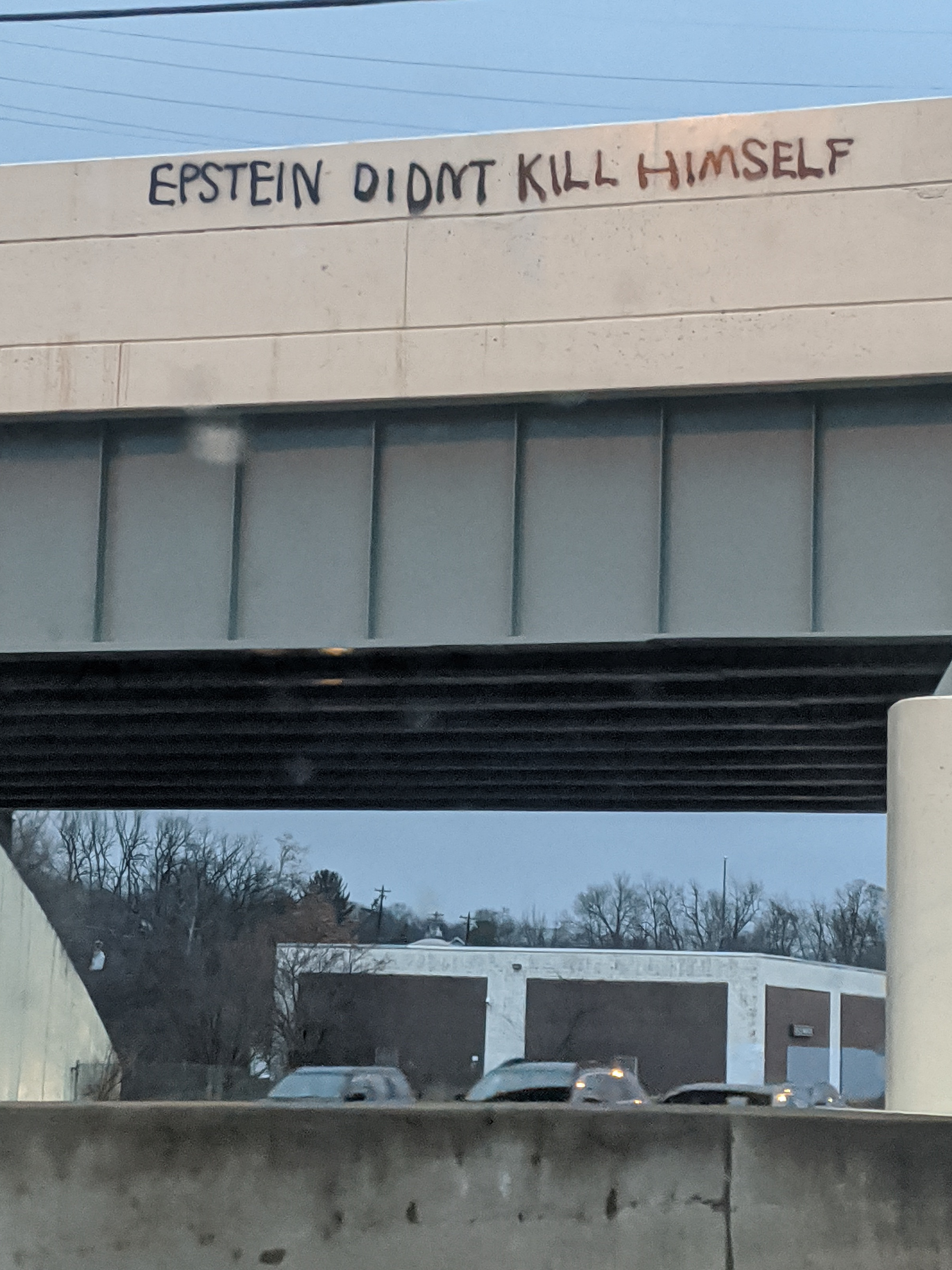
Graffiti az Interstate 71-es autópálya felüljáróján Cincinnatiban

Epstein halála széles körű viták tárgyává vált, és az a meggyőződés, hogy halála gyilkosság volt, népszerű mémmé vált. Az HBO egy limitált sorozatot készít Epstein életéről és haláláról, amelynek rendezője és producere Adam McKay volt. A Sony Pictures Television emellett egy minisorozatot is készít Epstein életéről. A CBS sorozat, a Diane védelmében negyedik évadának fináléjában a cselekmény Epstein halála körül forog. A Netflix dokumentumfilm-sorozata, a Jeffrey Epstein: Filthy Rich, 2020 májusában debütált. A Lifetime dokumentumfilm, a Surviving Jeffrey Epstein 2020 augusztusában került bemutatásra.
2020. július 1-jén Epstein szobrát az Új-Mexikó-i Albuquerque városháza előtt hagyták, szatirikus kommentárként a konföderációs emlékművek és emlékhelyek eltávolításával szembeni ellenállásra. Donald Trump és Epstein 1992-es Mar-a-Lago-partin készült beszélgetésének felvételei megjelennek a 2020-as komédia-mockumentary Borat utólagos mozifilm című filmben, ahol a felvételek inspirálják Boratot, hogy tini lányát ajándékozza Trump belső körének valamelyik tagjának (Borat Mike Pence-t, majd később Rudy Giulianit választja). A film későbbi részében Borat egyik gyermeke is Jeffrey Epsteinre változtatja a nevét.

## Fordítás
- Ez a szócikk részben vagy egészben  a   Jeffrey Epstein című angol Wikipédia-szócikk ezen változatának fordításán alapul.  Az eredeti cikk szerkesztőit annak laptörténete sorolja fel. Ez a jelzés csupán a megfogalmazás eredetét és a szerzői jogokat jelzi, nem szolgál a cikkben szereplő információk forrásmegjelöléseként.

### Cikkek
- Brown, Julie K.. „Even from jail, sex abuser manipulated the system. His victims were kept in the dark”, Miami Herald, 2018. november 28.
- Brown, Julie K.. „For years, Jeffrey Epstein abused teen girls, police say. A timeline of his case”, Miami Herald, 2018. november 28.
- „How a future Trump Cabinet member gave a serial sex abuser the deal of a lifetime”, Miami Herald, 2018. november 28.
- Bruck, Connie. „Devil's Advocate: Alan Dershowitz's long, controversial career – and the accusations against him”, 2019. augusztus 5., 32–47. oldal
- „Jeffrey Epstein, the convicted sex offender who is friends with Donald Trump and Bill Clinton, explained”, Vox, 2019. július 10.
- Sherman, Gabriel. The mogul and the monster, 60–65, 133–134. o. (Hiba: Érvénytelen idő.)
- Stewart, James B.. „The Day Jeffrey Epstein Told Me He Had Dirt on Powerful People”, The New York Times, 2019. augusztus 12. (Hozzáférés: 2019. augusztus 12.)

### Könyvek
- James Patterson; John Connolly; Tim Molloy: Filthy Rich: The true story behind the Jeffrey Epstein sex scandal. Little, Brown and Company, 2016, ISBN 978-0-316-27405-0.
- Dylan Howard; Melissa Dylan; James Robertson: Epstein: Dead Men Tell No Tales. Simon and Schuster, 2019, ISBN 978-1-5107-5823-0.
- Bradley J. Edwards; Brittany Henderson: Relentless Pursuit: My Fight for the Victims of Jeffrey Epstein. Simon & Schuster, 2020, ISBN 978-1-4711-9529-7.
- Barry Levine: The Spider: Inside the Criminal Web of Jeffrey Epstein and Ghislaine Maxwell. Crown, 2020, ISBN 978-0-593-23718-2.
- Julie K. Brown: Perversion of Justice. The Jeffrey Epstein Story. Dey Street, 2021, ISBN 978-0-06-300058-2.
- Sarah Ransome: Silenced No More. Surviving My Journey to Hell and Back. HarperOne, 2021, ISBN 978-0-06-321371-5.
- Whitney Alyse Webb: One Nation Under Blackmail: The Sordid Union Between Intelligence and Organized Crime that Gave Rise to Jeffrey Epstein. Trine Day, 2022, ISBN 978-1-63424-301-8. (online)